# Manuel Hernández (peintre)
Pour l’article homonyme, voir Manuel Hernández Mompó.
Manuel Hernández, né le 19 décembre 1928 à Bogota et mort dans cette ville le 1er octobre 2014, est un peintre colombien. Il est considéré comme l'un des pionniers de l'art abstrait dans son pays.

## Biographie
Formé à l'école des beaux-arts de l'université nationale de Colombie à Bogota (1946), il complète ses études à Santiago grâce à une bourse du gouvernement chilien. Il y obtient le premier prix honorifique du Salon officiel des jeunes artistes en 1951. Dans les années 1960, il abandonne le style figuratif de ses débuts pour se consacrer à l'art abstrait, dont il est l'un des pionniers en Colombie.

### Expositions
Sa première exposition individuelle a lieu en 1956 à Bogota. Il expose ensuite dans le monde entier : Paris, Rome, New York, Biennale de Venise (1958), etc. En 2008, le musée d'art moderne de Bogota lui consacre une grande rétrospective.

### Activités académiques
Parallèlement à sa création artistique, il a aussi enseigné à l'école des beaux-arts de Bogota et dirigé l'école des beaux-arts d'Ibagué.